# Oosterdam
Die Oosterdam ist ein 2003 in Dienst gestelltes Kreuzfahrtschiff der Reederei Holland-America Line und die zweite Einheit der Vista-Klasse.

## Geschichte

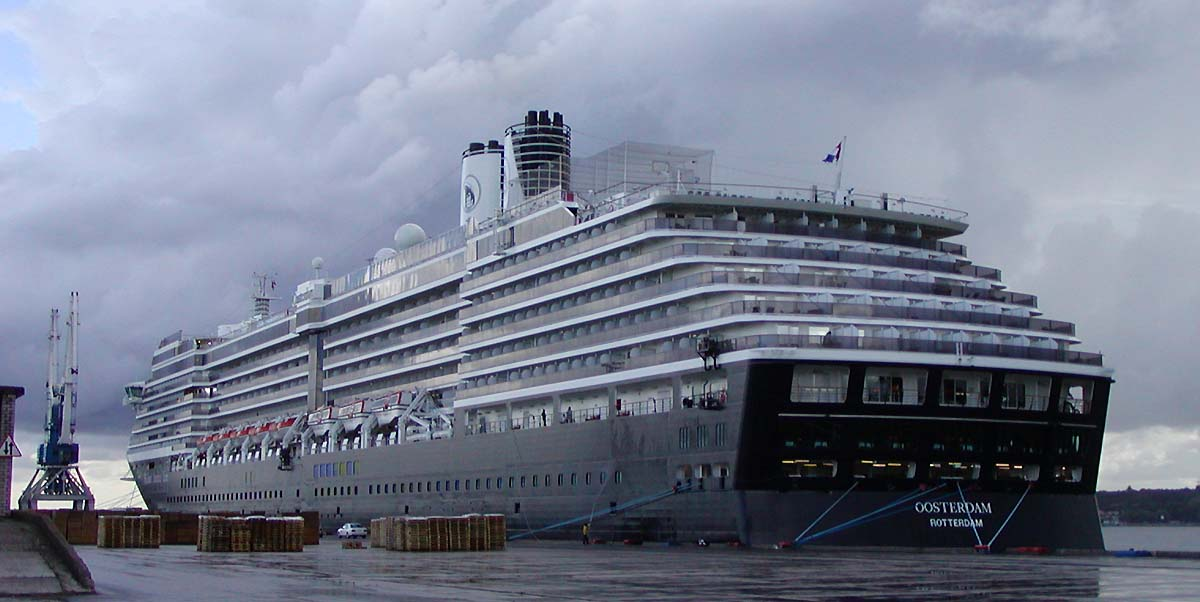
Heckansicht der Oosterdam kurz nach Indienststellung im August 2003

Die Oosterdam wurde am 16. Januar 2002 unter der Baunummer 6076 in der Werft von Fincantieri in Marghera auf Kiel gelegt und am 18. November desselben Jahres ausgedockt. Nach der Ablieferung an die Holland-America Line am 11. Juli 2003 und der offiziellen Schiffstaufe durch Margriet von Oranien-Nassau in Rotterdam 19 Tage später nahm sie am 3. August den Dienst mit einer Kreuzfahrt von Harwich ins Baltikum auf. Das Schiff war die zweite abgelieferte Einheit der 2002 mit der Zuiderdam eingeführten Vista-Klasse.
Nach Umbauten durch Fincantieri in Palermo im April 2009 hatte die Oosterdam eine leicht vergrößerte Tonnage von 82.305 anstatt zuvor 81.769 BRZ.
Am 4. Mai 2019 kollidierte die Oosterdam beim Anlegen in Vancouver mit ihrer Flottenschwester Nieuw Amsterdam. Es gab keine Verletzte und nur leicht Schäden, beide Schiffe konnten ihre Kreuzfahrt unverändert fortsetzen.

## Ausstattung
Neben dem Hauptspeisesaal bietet die Oosterdam weitere Restaurants und Bars wie den Lido Market, den Pinnacle Grill, das Canaletto mit italienischer Küche sowie der am Pool befindliche Grill Dive-In. Zu den Aktivitäten an Bord zählen die Musiklounge Billboard Onboard, die Konzertreihe BBC Earth in Concert sowie ein exklusiv auf der Oosterdam eingerichtetes Familienspielzimmer. Zudem verfügt das Schiff über einen Wellnessbereich namens Greenhouse Spa & Salon.